# Irene d'Hongria
Prisca d'Hongria (després va prendre el nom d'Irene o Eirene) (Esztergom, Hongria, 1088 – 13 d'agost del 1134) fou emperadriu consort de l'Imperi Romà d'Orient. És venerada com a santa per l'Església ortodoxa i hi és coneguda com a santa Irene.
Nascuda a Esztergom el 1088, la seva mare, Adelaida de Rheinfelden, morí el 1090 i el seu pare, el rei Ladislau I d'Hongria, morí el 29 de juliol del 1095. El seu pare fou succeït pel seu cosí Coloman d'Hongria, i es convertí també en tutor de l'òrfena Prisca. Per tal de millorar les relacions diplomàtiques entre Hongria i l'Imperi Romà d'Orient, el seu oncle i rei Coloman d'Hongria la casà amb l'hereu de la corona, Joan II Comnè, llavors ja governador de l'imperi amb el seu pare. El matrimoni tingué lloc el 1104. Prisca es convertí al cristianisme ortodox i fou rebatejada amb el nom d'Irene (o Eirene).
Es convertí en emperadriu consort el 15 d'agost del 1118, quan Joan II pujà al tron en solitari. Visqué lliurada a la caritat i l'atenció a necessitats i orfes, fins que morí a Constantinoble el 13 d'agost del 1134.
Filla del rei Ladislau I d'Hongria i d'Adelaida de Suàbia, es casà el 1104 amb l'emperador romà d'Orient Joan II Comnè, amb qui tingué:
1. Aleix Comnè, coemperador del 1122 al 1142
2. Maria Comnena, (bessona d'Aleix), casada amb Joan Roger Dalassè
3. Andrònic Comnè (mort el 1142)
4. Anna Comnena, casada amb Esteve Contostèfan
5. Isaac Comnè (mort el 1154)
6. Teodora Comnena, casada amb Manuel Anemàs
7. Eudòxia Comnena, casada amb Teodor Vatatzes
8. Manuel I Comnè, emperador del 1143 al 1180.[2]